# Mickaël Hanany
Mickaël Hanany (Vitry-sur-Seine, 25 marzo 1983) è un altista francese.
Ha rappresentato la Francia ai Giochi olimpici estivi di Pechino 2008 e Londra 2012. Nel 2014 ad El Paso ha realizzato il record nazionale francese del salto in alto con la misura di 2,34 m.

## Palmarès
| Anno | Manifestazione           | Sede      | Evento        | Risultato      | Prestazione | Note  |
| ---- | ------------------------ | --------- | ------------- | -------------- | ----------- | ----- |
| 2000 | Mondiali juniores        | Santiago  | Salto in alto | 7º             | 2,10 m      |       |
| 2001 | Europei juniores         | Grosseto  | Salto in alto | Bronzo         | 2,19 m      |       |
| 2002 | Europei indoor           | Vienna    | Salto in alto | Qualificazione | 2,12 m      |       |
| 2002 | Mondiali juniores        | Kingston  | Salto in alto | Qualificazione | 2,15 m      |       |
| 2003 | Europei under 23         | Bydgoszcz | Salto in alto | 7º             | 2,21 m      |       |
| 2005 | Europei under 23         | Erfurt    | Salto in alto | 8º             | 2,23 m      |       |
| 2005 | Mondiali                 | Helsinki  | Salto in alto | Qualificazione | 2,24 m      |       |
| 2006 | Mondiali                 | Göteborg  | Salto in alto | Qualificazione | 2,19 m      |       |
| 2008 | Giochi olimpici          | Pechino   | Salto in alto | 14º (q)        | 2,25 m      |       |
| 2009 | Mondiali                 | Berlino   | Salto in alto | 5º             | 2,23 m      |       |
| 2010 | Mondiali indoor          | Doha      | Salto in alto | dns            | dns         |       |
| 2012 | Europei                  | Helsinki  | Salto in alto | Bronzo         | 2,28 m      |       |
| 2012 | Giochi olimpici          | Londra    | Salto in alto | 14º (q)        | 2,20 m      |       |
| 2013 | Europei indoor           | Göteborg  | Salto in alto | 7º             | 2,23 m      |       |
| 2013 | Mondiali                 | Mosca     | Salto in alto | 16º (q)        | 2,26 m      |       |
| 2013 | Giochi della Francofonia | Nizza     | Salto in alto | Argento        | 2,30 m      | [ 2 ] |
| 2014 | Europei                  | Zurigo    | Salto in alto | 19º (q)        | 2,19 m      |       |
| 2018 | Giochi del Mediterraneo  | Tarragona | Salto in alto | 7º             | 2,10 m      |       |

## Altre competizioni internazionali
2006
- Coppa Europa di atletica leggera ( Malaga)

2007
- Coppa Europa di atletica leggera ( Monaco di Baviera)